# Прапор Любківців
Прапор Любківців — офіційний символ села Любківці, Коломийського району Івано-Франківської області, затверджений 27 січня 2023 р. рішенням сесії Заболотівської селищної ради.
Автори — А. Гречило та В. Косован.

## Опис
Квадратне полотнище, з нижніх кутів до середини верхнього краю відходить червоний клин, на ньому спрямований вістрям вгору білий меч із жовтим руків’ям, який пробиває зелене яблуко з листочком, на жовтих полях обабіч — по червоному серцю.

## Значення символів
Клин ділить полотнище у формі літери «Л», що разом із серцями вказує на назву села. Меч є атрибутом Архангела Махаїла і вказує на давню місцеву церкву з його посвятою. Також меч з пробитим яблуком є елементом герба родини Гербуртів, які володіли Любківцями у ХVI ст. та сприяли розвитку поселення.